# Discocalyx vidalii
Discocalyx vidalii är en viveväxtart som beskrevs av Carl Christian Mez. Discocalyx vidalii ingår i släktet Discocalyx och familjen viveväxter. Inga underarter finns listade i Catalogue of Life.